# 郅支単于
郅支単于（呉音：しちしぜんう、漢音：しつしせんう、拼音：Zhìzhīchányú、？ - 紀元前36年）は、中国前漢時代の匈奴の対立単于。虚閭権渠単于の子で、呼韓邪単于の兄。郅支単于というのは単于号で、正しくは郅支骨都侯単于（しつしこつとこうぜんう）といい、姓は攣鞮氏、名は呼屠吾斯（ことごし）という。また、郅支単于が堅昆に西遷してからの政権を西匈奴と呼び、それに対し呼韓邪単于の政権を東匈奴と呼ぶことがある。

## 生涯
神爵2年（前60年）、虚閭権渠単于の死によって握衍朐鞮単于が即位すると、虚閭権渠単于の子弟近親者はすべて罷免され、呼屠吾斯も民間階級に落とされ、弟の稽侯狦は烏禅幕のもとへ身を寄せることとなった。
神爵4年（前58年）、弟の稽侯狦が呼韓邪単于となって握衍朐鞮単于を破り、代わって即位すると、民間者に在った呼屠吾斯は左谷蠡王に任命された。
五鳳2年（前56年）、呼韓邪単于は屠耆単于を倒し、車犁単于を帰順させて、3つに分裂していた匈奴を再統一した。しかし、その後も烏藉単于や閏振単于が自立したので、呼屠吾斯も自ら立って郅支骨都侯単于となり、東辺に陣取った。
五鳳4年（前54年）、西辺にいた閏振単于は、その衆を率いて東の郅支単于を攻撃した。郅支単于は迎撃して閏振単于を殺し、その兵を併せると、今度は弟の呼韓邪単于のいる単于庭（首都）へ進攻した。呼韓邪単于は敗北し、その兵は敗走した。郅支単于は単于庭に本拠を置いた。
甘露元年（前53年）、呼韓邪単于が漢と好を結ぶと、郅支単于も子の右大将である駒于利受を遣わして入侍させた。
甘露3年（前51年）、郅支単于がまた遣使奉献したので、漢はこれを厚遇した。郅支単于は翌年（前50年）も遣使朝献した。しかし、いずれも呼韓邪単于よりも低い待遇であった。
黄龍元年（前49年）頃、郅支単于は、南下した呼韓邪単于がすぐに戻ることはあるまいと考え、右地（西部）に進軍したところ、屠耆単于の小弟である伊利目単于と遭遇し、戦闘となり、伊利目単于を殺し、その兵5万余人を併合した。郅支単于は呼韓邪単于が漢に擁護されたと知ると、そのまま右地に留まった。しかし、このままでは自立不可能と考えた郅支単于は、西の烏孫に助力を求めようと、使者を小昆弥（烏孫の君主号）の烏就屠のもとへ送った。烏就屠は呼韓邪単于が漢に擁護されている半面、郅支単于が民信をなくしているのを見ると、郅支単于の使者を殺し、その頭を西域都護治所に送りつけ、8千騎を発して郅支単于を迎え撃った。郅支単于は隊伍を指揮し、逆に烏孫を撃破し、これに乗じて北の烏掲を撃って降し、その兵を使ってさらに西の堅昆を破り、北の丁令を降して烏掲・堅昆・丁令の三国を併合した。その後も何度か烏孫に兵を派遣して、勝利し続けたので、郅支単于は堅昆の地に都を遷した。
初元5年（前44年）、郅支単于は漢が呼韓邪単于を擁護することを怨み、遣使を送って上書し、侍子を求めた。12月、漢は衛司馬の谷吉を使者として送ったが、郅支単于に殺されてしまった。そこで元帝は呼韓邪単于を呼び出し、谷吉を殺した郅支単于を討つよう叱責し、翌年（前43年）、呼韓邪単于をモンゴル高原の単于庭へ帰らせた。
使者を殺してしまった郅支単于は、漢を味方につけた呼韓邪単于の襲撃を恐れ、さらに遠くへ逃げようと考えていたところ、西の康居から同盟話が舞い込んできた。烏孫の度重なる侵寇に苦しんでいた康居王が、烏孫の旧主であった匈奴の単于を招いて烏孫に対抗させようと、使者を堅昆の地にいる郅支単于のもとに派遣したのである。郅支単于は大いに悦び、西へ移動したが、その道中で大寒波に遭い、多くの民衆が凍死し、康居にたどり着けたのはわずか3千人となった。とりあえず同盟は成立し、康居王は娘を郅支単于に娶らせ、郅支単于もまた娘を康居王に娶らせた。
康居は郅支単于の名前を使って諸国に威勢を示そうとし、郅支単于は康居の兵を借りて烏孫を攻撃した。郅支単于の軍は烏孫の赤谷城にまで侵入し、人民を殺略して家畜を奪い去った。これによって郅支単于はおごり高ぶるようになり、次第に康居王が礼を尽くさなくなったと感じると、娶った康居王の娘や貴人、人民数百人を殺し、死体をバラバラにして都頼水（タラス川）に棄てた。さらに郅支単于は人民を徴収して都頼水のほとりに城を造らせた。この工事に毎日500人を使い、2年かけて築城したという。また、周辺国である大宛国や闔蘇国（奄蔡国）などに貢物を要求し、納税させた。
建昭3年（前36年）秋、使護西域騎都尉の甘延寿と副校尉の陳湯は戊己校尉屯田吏士及び西域胡兵を発して郅支単于を攻撃した。冬、漢軍は郅支単于を斬首し、閼氏（えんし：単于の妻）や太子など1518人を殺し、145人を生け捕ると、1000人あまりが投降した。

## 参考資料
- 『漢書』（元帝紀、陳湯伝、匈奴伝下）
- 林俊雄『興亡の世界史 02 スキタイと匈奴 遊牧の文明』（講談社、2007年）